# 후스마

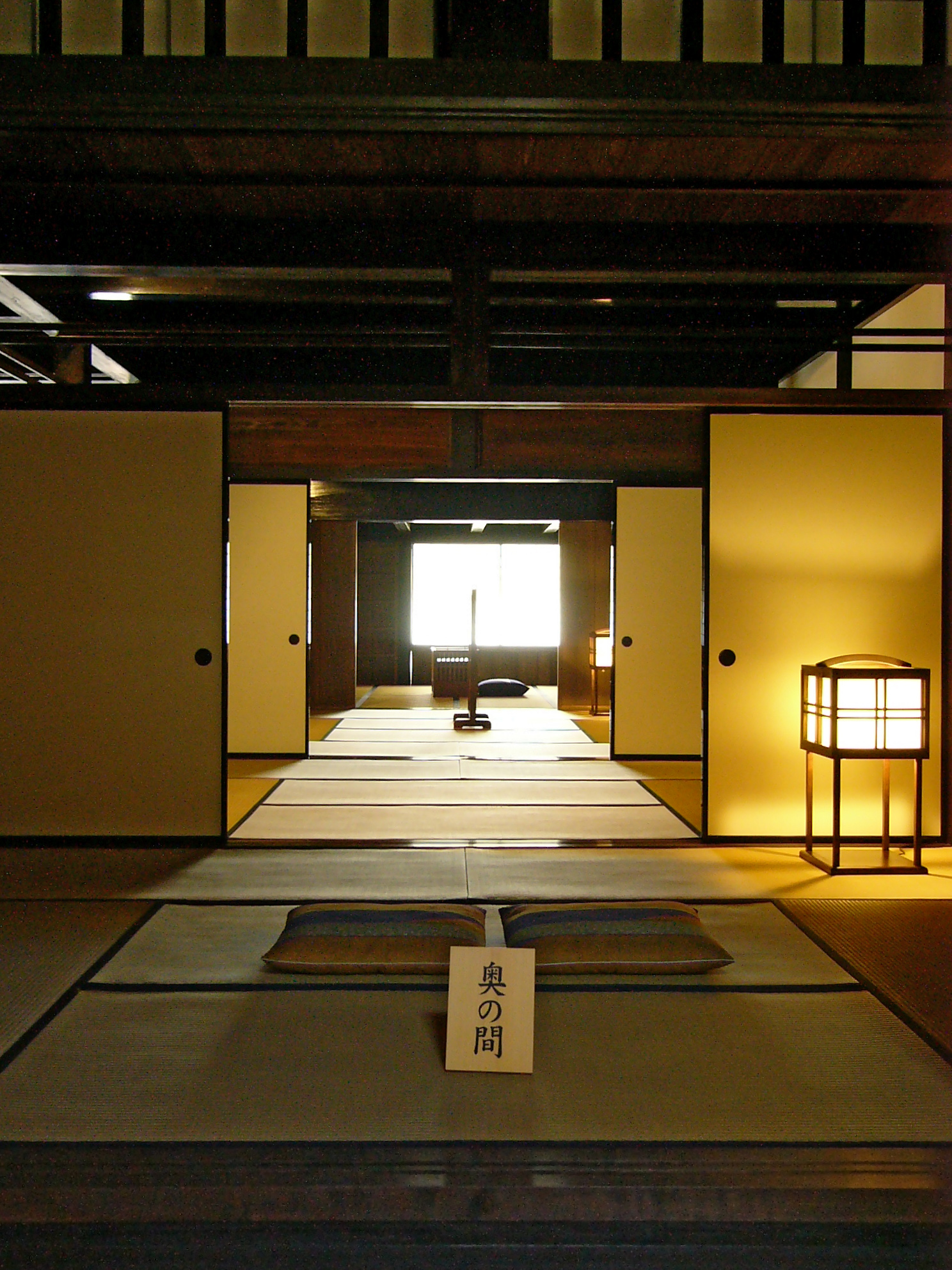
후스마

후스마(일본어: 襖)는 일본의 건축에서 나무틀을 짜서 양면에 두꺼운 헝겊이나 종이를 바른 문을 지칭한다. 습기와 통풍을 조절하며 바람과 추위를 막기도 하며 햇빛이 잘 들어온다.